# Roquefort (Landes)
Roquefort è un comune francese di 1 949 abitanti situato nel dipartimento delle Landes nella regione della Nuova Aquitania.

## Società

### Evoluzione demografica
Abitanti censiti